# Funa latisinuata
Funa latisinuata é uma espécie de gastrópode do gênero Funa, pertencente a família Pseudomelatomidae.